# Concili de Trento

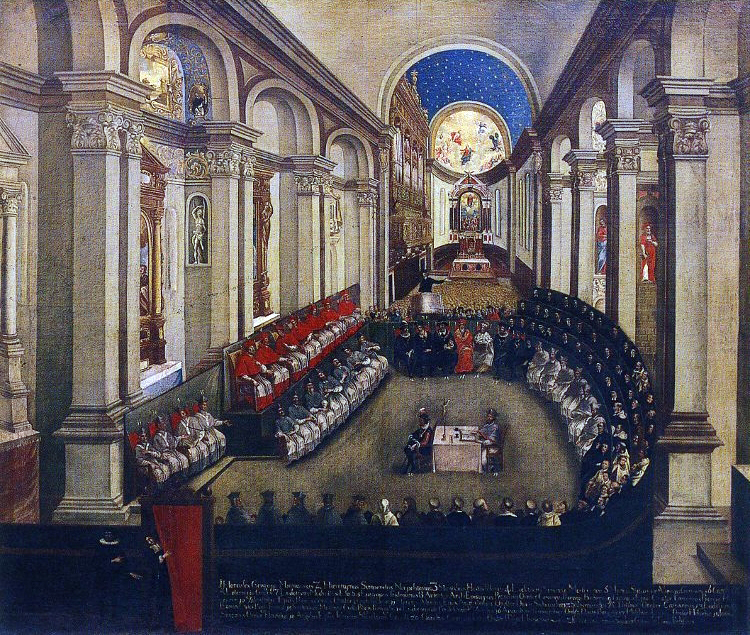
Una sessió del Concili de Trento a Santa Maria Maggiore

El concili de Trento va ser un concili ecumènic de l'Església catòlica celebrat en períodes discontinuats entre 13 de desembre de 1545 i 4 de desembre de 1563. Malgrat que es va convocar per acordar una acció comuna, va ser l'inici de la Contrareforma i de l'afirmació de l'Església Catòlica, Apostòlica i Romana enfront del Protestantisme.
Per esperit de compromís amb els luterans, es va celebrar a la ciutat de Trento, de parla italiana però aleshores políticament part del Sacre Imperi Romanogermànic, al nord de la península Itàlica, que llavors era una ciutat lliure regida per un príncep-bisbe. Va durar amb interrupcions divuit anys i va estar presidit per cinc papes successius.
Des d'un punt de vista doctrinal és un dels concilis més importants i influents de la història de l'Església catòlica. S'hi va abordar també la reforma de l'administració i la disciplina eclesiàstiques. El concili va eliminar molts abusos flagrants, com la venda d'indulgències o l'educació dels clergues, i va obligar els bisbes a residir als seus bisbats, amb la qual cosa es va evitar l'acumulació de càrrecs.

## Antecedents
A l'Europa del segle xvi, dominada per l'Imperi dels Habsburg, les apostes polítiques del concili eren sens dubte tan grans com els interessos religiosos. Era l'època on els estats-nacions eren en via de construcció i en aquest repte tots els poders implicats instrumentalitzaven la religió. Era una època en la qual els prínceps dirigeixen les diverses confessions, inclosa la catòlica.
Tot i que no va aconseguir unificar la cristiandat, el concili de Trento va suposar per a l'Església catòlica un gran canvi. Es va convocar sota pressió de Carles V, que volia una reforma efectiva de l'Església per tal de garantir la pau al seu regne, i del papa Pau III, qui volia sobretot dictar un anatema contra les doctrines protestants. El concili va oscil·lar entre la voluntat d'aclarir diversos punts doctrinals i els d'organització política. En aquests anys l'Església catòlica es va convertir en «una força legalista, centralista i no gaire avesada al canvi».
S'ha atribuït al concili de Trento la creació d'un ritu únic i centralitzat conegut més tard com a la Missa tridentina. Però aquesta interpretació no resisteix un escrutini històric rigorós. No es tracta d'un ritu aprovat pels mateixos pares conciliars tridentins, sinó del ritu de la missa practicat a Roma. Les diferents tradicions locals van continuar persistent encara dues centúries. No va ser abans del segle xix que es va fer el ritu de Roma vinculant per a tot el món catòlic. El decret sobre el Missale Romanum, promulgat set anys després del concili només l'imposa en els llocs que no tenen cap tradició litúrgica pròpia des de dues centúries.
Moltes altres interpretacions atribuïdes al concili de Trento i relacionades amb una inflexibilitat del dogma, de fet daten del segle xix i de la primera meitat del segle xx. Al mateix concili, la divergència d'opinió era tanta, que els consiliaris de diferents tendències hi van decidir no decidir en molts temes en els quals no concordaven, com ara el primat del papa o la relació entre el concili i el papa. L'estudi històric més rigorós assenyala que «l'anomenat catolicisme d'unitat tridentina» és més aviat un mite. El Concili de Trento del segle xvi es va instrumentalitzar als segles xix i xx per justificar uns interessos ultraconservadors, quan l'Església, després de la unificació italiana, es va replegar en un autoritarisme i centralisme uniformitzador en una reacció defensiva contra les idees modernes.

## Convocatòria
Des de 1518 els protestants alemanys reclamaven la convocatòria d'un concili alemany, i Carles V intentava evitar les diferències entre catòlics i reformistes per poder plantar cara a l'amenaça turca. A la Dieta de Worms de 1521, es va intentar resoldre les disputes, però sense èxit: Martí Luter, a qui l'emperador va permetre que es convoqués a aquesta Dieta, va acusar Roma d'exercir la tirania. Carles V es va comprometre per escrit a defensar la fe catòlica, fins i tot al preu de les armes. En les Dietes posteriors els prínceps alemanys, tant protestants com catòlics, van continuar insistint en la celebració d'un concili.
Veient la situació hi va haver grans pressions de l'emperador sobre Climent VII perquè el convoqués, però el papa s'hi resistia. No va ser fins al 1529 quan Climent VII es va comprometre a la celebració d'un concili, però l'oposició del legat papal a la Dieta d'Augsburg de 1530 va retardar de nou el projecte. No obstant això, el principal responsable que no s'arribés a convocar va ser la fèrria oposició del rei Francesc I de França, ja que perquè el concili tingués èxit era necessària l'aprovació de la majoria dels monarques catòlics. Tres anys abans del concili, el 1542, es va crear la Inquisició amb l'objectiu d'aturar i perseguir els protestants.

## Desenvolupament
Quan finalment es va convocar va ser un concili dificultós i amb contínues interrupcions, en el qual se'n poden distingir fins a tres períodes amb tres papes diferents: Pau III, Juli III i Pius IV. Pau III sempre havia estat molt favorable, com a cardenal, a la celebració d'un concili general, que finalment va convocar el maig de 1537 a la ciutat de Màntua, Ducat de Màntua. Però va sofrir successius ajornaments i canvis de lloc per variats motius:
- La majoria dels prelats es mostraven poc inclinats a celebrar un concili en aquell moment.
- Els prínceps alemanys protestants reunits en la ciutat de Schmalkalden el 1535, la Lliga d'Esmalcalda, van canviar d'estratègia i també s'hi van oposar.
- Els impediments posats per Enric VIII d'Anglaterra i, sobretot, per Francesc I de França.
- El progressiu distanciament de Carles V i Pau III. Els dos monarques cristians més importants d'aquell moment, Carles V i Francesc I, estaven contínuament embrancats en disputes i conflictes militars entre ells. El monarca francès presentava una actitud canviant i ambigua enfront del Sant Pare, l'amenaça turca i els protestants, mentre que l'emperador es va mostrar clar i decidit en aquests temes. A pesar d'això el Papa sempre apareixia neutral en les seves disputes, cosa que irritava profundament l'emperador.

Finalment, el 13 de desembre de 1545 es va poder declarar obert el concili a la ciutat de Trento. El març de 1547 es va traslladar fins a Bolonya per por d'una plaga, encara que una part dels bisbes es van negar a desplaçar-s'hi. Després de diverses disputes es va acabar prorrogant de manera indefinida al setembre de 1549. Finalment, Pau III va morir el novembre de 1549.
Juli III, nomenat Papa el 1550, va iniciar immediatament negociacions amb Carles V per reobrir el concili, cosa que es va produir a Trento el dia 1 de maig de l'any 1551. Però tot just se'n va celebrar unes poques sessions. L'elector Maurici de Saxònia, aliat de Carles V, va llançar un atac furtiu sobre aquest. Després de derrotar les tropes imperials va avançar sobre el Tirol, amb el que va posar en perill la mateixa ciutat de Trento. Aquesta amenaça va provocar una nova interrupció l'abril de 1552. Juli III va morir el 1555.
Després del curt papat de 23 dies de Marcel II va ser triat Pau IV el mateix any 1555. Va portar a terme reformes en l'Església, però no va convocar la continuació del concili. Carles V va abdicar el 1556 i va dividir els seus estats entre el seu fill Felip II de Castella i el seu germà, l'emperador Ferran I d'Alemanya.
Pius IV va ser escollit papa el 1559, i es va mostrar ràpidament disposat a la continuació del concili. Malgrat això Ferran I i Francesc I preferien un concili nou en una ciutat diferent a Trento i, a més, els protestants s'oposaven, un altre cop, frontalment a un concili. Després de nous retards es va reobrir el 18 de gener de 1562, i ja va continuar fins a la seva clausura el 4 de desembre de 1563. Constituïx el període conciliar més important dels tres.
L'Emperador va intentar, igual que va fer en el seu moment amb la Dieta de Worms, que hi estiguessin representades totes les parts, incloent als protestants, perquè el concili fos veritablement ecumènic. Va reiterar les invitacions als protestants en els tres períodes i els va oferir salconduits. Tot i això, només tenien dret de paraula, ja que en haver estat excomunicats no tenien dret a vot. Això, unit a les freqüents escaramusses militars i al complicat mapa polític alemany, va fer que finalment no hi acudissin delegats protestants.
El nombre d'assistents va variar considerablement entre els tres períodes. Els noms que mereixen destacar-se per les seves contribucions són Domingo de Soto, Diego Laínez, Alfonso Salmerón, Reginald Pole, Melchor Cano, Cosme Damià Hortolà i Johannnes Azra. Els teòlegs i prelats castellans i italians van ser els més importants, tant pel seu nombre com per la influència que van exercir. Els consiliaris de la Corona d’Aragó no hi eren gaire representatius i els teòlegs dels països nòrdics gairebé absents.

## Acords adoptats en les sessions
- Sessions 1a i 2a: Qüestions preliminars i ordre del concili.
- 3a: Es va reafirmar el Credo Niceno-constantinopolità.
- 4a: Es van declarar la Tradició i les Sagrades Escriptures com les dues fonts de la revelació. La Vulgata es va considerar la traducció acceptada de la Bíblia.
- 5a: Dogma del Pecat original.
- 6a: Obligatorietat de residència dels bisbes i perceptors de beneficis eclesiàstics. Decret de la Justificació, així es va reafirmar el valor de la fe al costat del de les bones obres. Aquesta va ser la sessió més important del primer període.
- 7a: Decret sobre els sagraments. Reforma de pluralitats, exempcions i assumptes legals del clergat.
- 8a: S'accepta el trasllat a la ciutat de Bolonya per a fugir de la pesta.
- 9a: Pròrroga de la sessió.
- 10a: Pròrroga de la sessió.

Suspensió del concili pel Papa 
- 11a: Continuació del concili.
- 12a: Pròrroga de la sessió.
- 13a: Sagrament de l'eucaristia. Reforma de la jurisdicció episcopal i de la supervisió dels bisbes.
- 14a: Penitència i extremunció.
- 15a: No es prenen decisions.
- 16a: Acord de suspensió del concili.
- 17a: Reobertura del concili.
- 18a: Necessitat d'una llista de llibres prohibits.
- 19a: Pròrroga de la sessió.
- 20a: Pròrroga de la sessió.
- 21a: La comunió. Reforma de l'ordenació, el sacerdoci i la fundació de noves parròquies.
- 22a: L'eucaristia es va definir dogmàticament com un autèntic sacrifici expiatori en el qual el pa i el vi es transformaven en la carn i sang autèntiques de Crist. Reforma de la moral del clergat, l'administració de fundacions religioses i els requisits per a assumir càrrecs eclesiàstics.
- 23a: Sagrament de l'ordenació. Jerarquia eclesiàstica. Obligació de residència. Seminaris
- 24a: Sagrament del matrimoni. Es va reafirmar l'excel·lència del celibat.
- 25a: Es reafirmen l'existència del purgatori i la veneració dels sants i relíquies. Reforma dels ordes monàstics. Supressió del concubinat en eclesiàstics. Es va deixar al papa la tasca d'elaborar una llista de llibres prohibits, l'infamós Index Librorum Prohibitorum, l'elaboració d'un catecisme i la revisió del Breviari i del Missal. Clausura del concili.

## Reaccions
Al món protestant i als moviments antipapistes arreu a Europa, el concili va rebre molta crítica i va ser un factor major en l'escissió definitiva entre les diferents tendències de les religions fonamentades en l'evangeli.
El 1586 l'home de lletres i hugonot Innocent Gentillet (1532-1588) va publicar el seu Bureau du concile de Trente, una obra de més de quatre-centes pàgines la qual critica tant la forma inautèntica (no conforme a l'esperit dels concilis dels primers segles de l'Església catòlica), com l'autoritarisme polític del papa. El subtítol del seu llibre és explícit: «[llibre] en el que es prova que aquest concili en molts punts va contra els concilis i cànons anteriors i en contra de l'autoritat del Rei». Hi escriu: «al temps de Gregori el Gran (540-604) […] el bisbe de Roma no era més que qualsevol altre bisbe, si no fos que era el bisbe d'una ciutat més grossa i famosa i, per conseqüència, era més respectat. Per la resta no tenia cap dret de manar sobre els altres i els altres tampoc no l'havien d'obeir.»
No va ser fins a la fi del segle xx que es va poder reobrir la discussió ecumènica sobre els anatemes antiquats contra els protestants i la vigència actual de les formulacions de la fe dictades a Trento.